# El Aguaje, Nayarit
El Aguaje är en ort i Mexiko.   Den ligger i kommunen Acaponeta och delstaten Nayarit, i den centrala delen av landet, 700 km nordväst om huvudstaden Mexico City. El Aguaje ligger 7 meter över havet och antalet invånare är 531.
Terrängen runt El Aguaje är platt åt sydost, men åt nordväst är den kuperad. Terrängen runt El Aguaje sluttar söderut. Runt El Aguaje är det ganska glesbefolkat, med 27 invånare per kvadratkilometer. Närmaste större samhälle är Tecuala, 13,1 km sydost om El Aguaje. Trakten runt El Aguaje består till största delen av jordbruksmark.